# Bleaklow
Der Bleaklow ist ein Bergplateau im Peak District östlich von Glossop. 
Der Bleaklow ist eine zum größten Teil von Torfmoor bedeckte Hochebene, die keinen richtigen Gipfelpunkt aufweist. Es werden drei prominente Punkte auf dem Plateau verzeichnet, das eine Höhe von 633 m aufweist. Der Bleaklow Head liegt an der Westseite und über ihn führt der Pennine Way, 3 km östlich davon befinden sich die Bleaklow Stones. Die Higher Shelf Stones liegen 1,5 km südlich des Bleaklow Head. 
Die moorige Ebene des Bleaklow ist von tiefen vom Regenwasser ausgewaschenen Rinnen durchzogen, die „Groughs“ genannt werden. Diese Rinnen und die wenig strukturierte Landschaft machen die Orientierung bei schlechter Sicht sehr schwierig, wohingegen bei guter Sicht der Blick bis zu den Bergen von Snowdonia reicht.
Der Bleaklow ist der Ursprung des Flusses Derwent, der von hier zunächst durch die Stauseen des Howden Reservoir, Derwent Reservoir und Ladybower Reservoir südlich des Snake Pass fließt.
Am 3. November 1948 zerschellte eine Boeing RB-29A Superfortress des 16th Photographic Reconnaissance Squadron, 91st Reconnaissance Group, Strategic Air Command der U.S. Air Force nahe der High Shelf Stones auf einem Flug von Scampton nach Burtonwood. Bei dem Absturz kamen alle 13 Besatzungsmitglieder ums Leben.

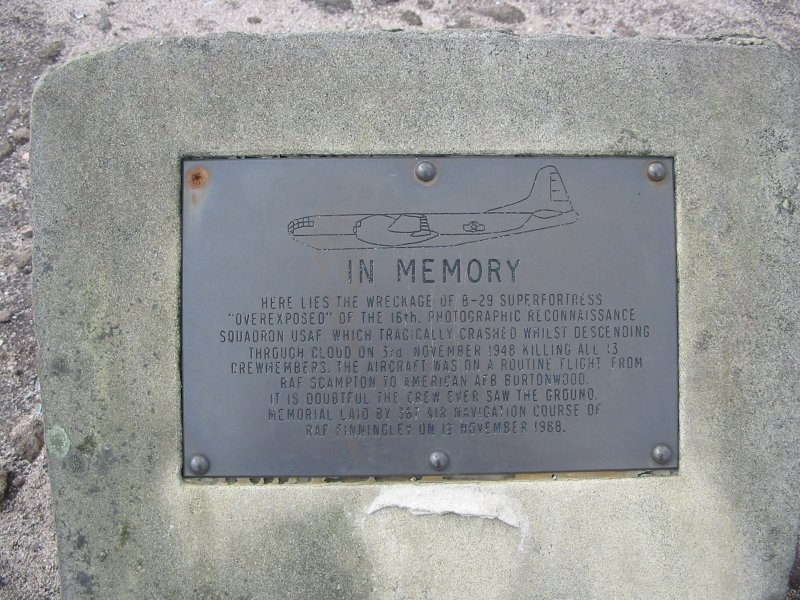
Erinnerungsplakette für die Opfer des Flugzeugabsturzes
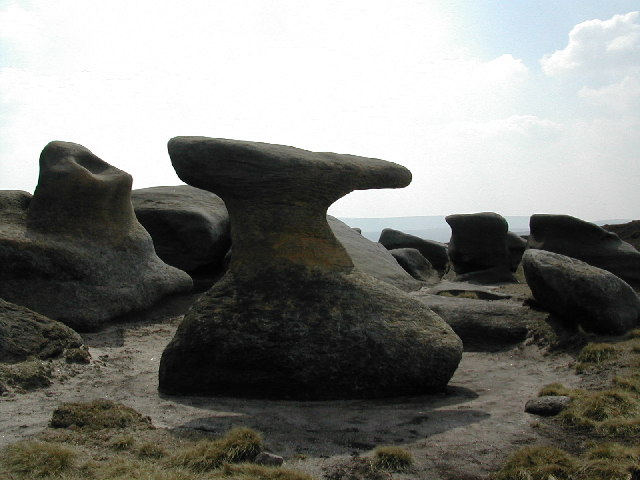
Die Bleaklow Stones
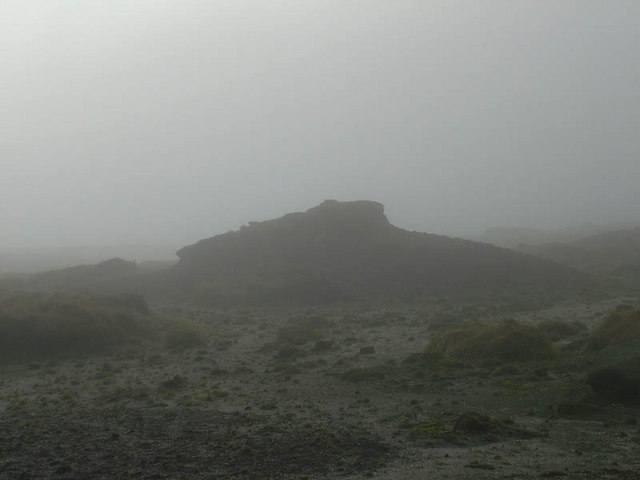
Der Bleaklow bei schlechtem Wetter